# 詹姆斯·J·科比特
詹姆斯·約翰·科比特（英語：James John Corbett，1866年9月1日—1933年2月18日）是一名美國職業拳擊運動員，也是世界重量級拳擊冠軍，他是唯一擊敗過約翰·L·蘇利文的拳擊手（這也是拳擊領域中「擊敗冠軍的冠軍」這一概念的由來）。儘管科比特的職業生涯只有短短20場比賽，但他面對的都是那個時代最頂尖的對手，一共與九位後來與他一起被載入國際拳擊名人堂的拳擊手交過手。科比特為拳擊引入了真正科學的方法，即技術戰勝蠻力。他首創了日常拳擊訓練的程序和方法，被其他地方的拳擊手所採用，並幾乎原封不動地流傳至今。作為一名「大牌拳擊手」，科比特是第一批在拳擊場內外與拳擊能力同樣出色的運動員之一。他與鮑伯·菲茨西蒙斯的冠軍獎金賽在全球播出後，拳擊在女性觀眾中大受歡迎，因此他也可以說是現代體育界的第一個性感象徵。在他這樣做的時代，有21個州規定有獎競技是非法的，而且仍然被認為是最臭名昭著的反道德罪行之一。
在拳擊生涯之前和之後，科比特還從事過演藝事業。

## 外部連結
- James J. Corbett （页面存档备份，存于） – CBZ Profile
- 詹姆斯·J·科比特在BoxRec的職業拳擊紀錄
- Boxing Hall of Fame （页面存档备份，存于）
- 詹姆斯·J·科比特在互联网电影资料库（IMDb）上的資料（英文）
- 在Find a Grave上的詹姆斯·J·科比特
- Corbett's Home （页面存档备份，存于）

| 奖项与成就           | 奖项与成就                                    | 奖项与成就             |
| -------------------- | --------------------------------------------- | ---------------------- |
| 前任： 約翰·L·蘇利文 | 世界重量級拳擊冠軍 1892年9月7日—1897年3月17日 | 繼任： 鮑伯·菲茨西蒙斯 |